# Ornithomimus edmontonicus
Ornithomimus edmontonicus es una especie del género extinto Ornithomimus (lat. "imitador de las aves") de dinosaurio terópodo ornitomímido que vivió a finales del período Cretácico, hace aproximadamente entre 70 y 66 millones de años, en el Maastrichtiense, en lo que hoy es Norteamérica. El nombre genérico significa "imitador de pájaro", derivado del griego ὄρνις, ornis, "pájaro" y μῖμος, mimos, "imitador", en referencia al pie de ave. En 1933, Charles Mortram Sternberg nombró a la especie Ornithomimus edmontonicus como un esqueleto casi completo de la Formación cañón herradura de Alberta , el espécimen CMN 8632. Es el material en mejor estado de conservación, ha sido encontrado en Canadá, incluyendo a un excelente espécimen del Parque Provincial del Dinosaurio, en la Formación Cañón Herradura. En 2004, Peter Makovicky , Yoshitsugu Kobayashi y Phil Currie estudiaron las estadísticas proporcionales de Russell de 1972 para volver a analizar las relaciones de los ornitomímidos a la luz de nuevos especímenes. Llegaron a la conclusión de que no había justificación para separar Dromiceiomimus de Ornithomimus, hundiendo Dromiceiomimus como sinónimo de O. edmontonicus. Sin embargo, no incluyeron la especie tipo de Ornithomimus, O. velox, en este análisis. El mismo equipo apoyó aún más la sinonimia entre Dromiceiomimus y O. edmontonicus en una conferencia de 2006 en la reunión anual de la Society of Vertebrate Paleontology y la mayoría de los autores posteriores siguieron su opinión. El equipo de Makovicky también consideró que Dromiceiomimus samueli era un sinónimo más moderno de O. edmontonicus, aunque Longrich más tarde sugirió que podría pertenecer a una especie distinta y sin nombre de la Formación Dinosaur Park que aún no se han descrito. Longrich llamó a la especie Ornithomimus samueli en una lista de fauna para la Formación Dinosaur Park.